# بییانوئبا دل ربیار
بییانوئبا دل ربیار (به اسپانیایی: Villanueva del Rebollar) یک شهرستان در اسپانیا است که در استان پالنسیا واقع شده‌است.

## خصوصیات
بییانوئبا دل ربیار ۱۶ کیلومترمربع مساحت و ۱۰۶ نفر جمعیت دارد.